# VW Delivery

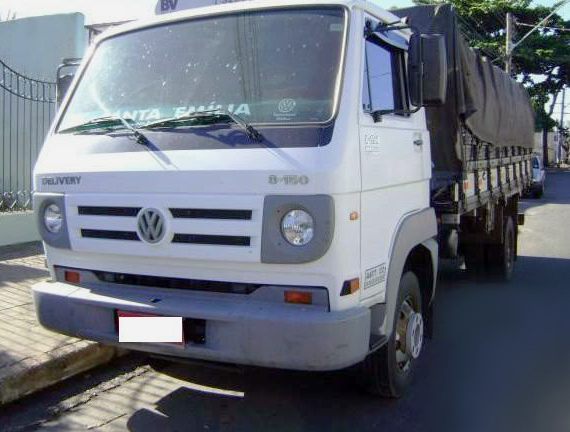
2006 VW Delivery 8-150

Der Delivery ist eine leichte Lkw-Modellreihe der Marke Volkswagen Caminhões e Ônibus für den südamerikanischen Markt. Es handelt sich beim Delivery um eine moderne Variante des VW L80, der zwischen 1995 und 2000 in Brasilien gefertigt wurde. Das Fahrerhaus des Delivery wurde von dem des VW LT abgeleitet. Der Name der Modellreihe soll den Verwendungszweck (Verteilerverkehr in ländlichen und stadtnahen Gebieten) des Fahrzeugs zusätzlich unterstreichen.

## Geschichte
Als 1994 die gemeinsame MAN-VW-Baureihe auslief, wurde von VW beschlossen, für den Markt der 7,5-Tonner einen eigenen leichten Lkw zu verkaufen. So wurde zwischen 1995 und 2000 der in Brasilien gefertigte Lkw in Europa als L80 und in Südamerika als Delivery angeboten. Während der Vertrieb des L80 in Europa im Jahre 2000 mangels Nachfrage beendet wurde, wird der Delivery für Südamerika noch heute gebaut. 
In Argentinien fand die Markteinführung im Jahr 1998 zusammen mit der des VW Worker unter der einheitlichen Namensgebung VW Nueva línea statt. Als 2002 in Brasilien schließlich der neue Titan aufgelegt wurde, hatte man den Export der Lkw nach Argentinien eingestellt. Erst 2006 konnte dann die Produktion nach einer technischen Überarbeitung zur línea II, des widermals VW Delivery genannten Modells, fortgesetzt werden. Zwei Jahre später wurde dann auch wieder der Export nach Argentinien aufgenommen. Dort war das Modell in dieser Version als VW Livianos vermarktet worden. Die alte Version hingegen wird zwar noch weiterhin produziert, ist aber nur mehr in der Modellpalette des Worker als dessen Einsteigerversionen untergebracht. Die letzte Überarbeitung des Modells fand 2011 statt. Dabei wurde die Exportbezeichnung Livianos fallen gelassen. Die Modellreihe wird seit der letzten technischen Modernisierung intern als línea III E bezeichnet.

## Fahrgestelle
Der Delivery wird mit einem Bruttogesamtgewicht von 5 bis 9 Tonnen produziert. Folgende Fahrgestelle stehen zur Auswahl:
- VW 5.140
- VW 8.150
- VW 8.150 Plus
- VW 9.150

## Technik
Alle Fahrzeuge der aktuellen Baureihe besitzen schnell laufende, elektronisch geregelte Turbodieselmotoren mit Euro III-Norm. Der Radstand variiert je nach Fahrgestell. Gegenüber dem Vorgängermodell VW L80 erhielt das Führerhaus ein neues Innen- und Außendesign.

## 2. Generation

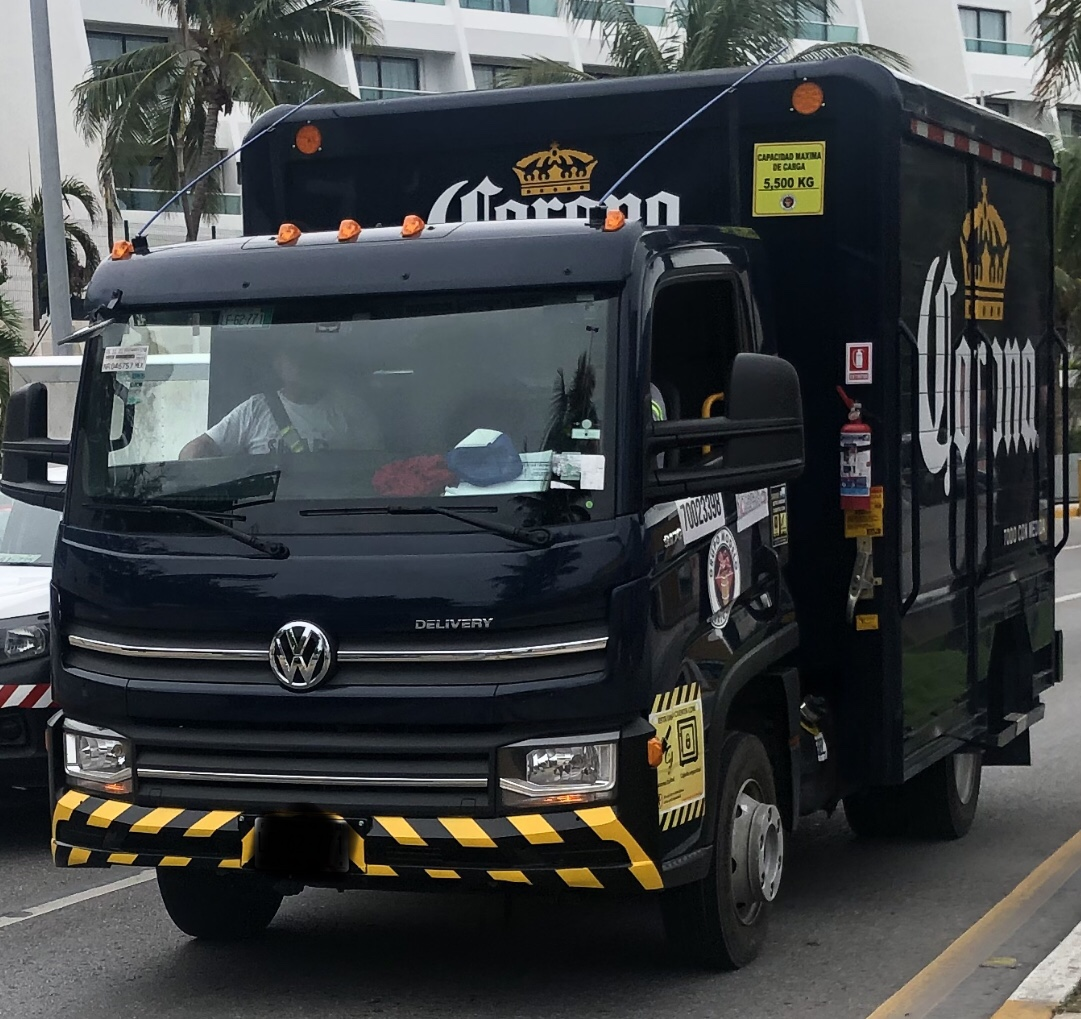
Delivery der 2. Generation

Die 2. Generation des Delivery wurde im Sommer 2017 in Brasilien vorgestellt. Sie stellt eine komplette Neuentwicklung dar und deckt die Gewichtsklassen von 3,5 bis 13 Tonnen Gesamtgewicht ab. Die erste Generation des Delivery basierte technisch und designtechnisch auf dem LT1 aus dem Jahr 1975. Durch den Zukauf von Chrysler Motors do Brasil Ltda. in Brasilien durch VW im Jahr 1979 in Brasilien, entwickelte zwar VW das LT-Modell stetig zu einem Lkw im Bereich von 6 bis 32 Tonnen weiter und modernisiert ihn regelmäßig, eine Modernisierung des Delivery und des Worker wurde jedoch für dringend notwendig erachtet. Der New Delivery erhielt ein modernes, zeitgemäßes Design und kann modular als leichter Lieferwagen in Innenstädten sowie als Ersatz für den mittelschweren Worker eingesetzt werden.
Bei dem neuen leichten Lkw geht VW einen ähnlichen Weg wie beispielsweise Fuso beim Canter. Cummins liefert erneut die Motoren für den New Delivery. Das Einstiegsmodell wird von einem 2,8-Liter-Cummins-ISF-Motor mit Abgasrückführung angetrieben, der ohne Adblue auskommt. Er leistet 150 PS (110 kW) und 360 Nm. Die nächstgrößere Delivery-Variante, der 4.150, nutzt den gleichen Motor. Im Delivery 6.160 kommt eine stärkere Ausführung des Motors zum Einsatz: 160 PS (118 kW), 430 Nm. Diese Variante erfüllt die Emissionsgrenzwerte nur durch Adblue-Einspritzung. In den schwereren Lkws 9.170, 11.180 und 13.180 werden 3,8 Liter große Cummins-Motoren verbaut, welche entweder 165 PS (121 kW) oder 175 PS (129 kW) leisten.
VW hat die neue Leicht-Lkw-Serie in Lateinamerika entwickelt und baut die Fahrzeuge auch dort. Laut eigenen Angaben hat VW rund 270 Millionen Euro in die Entwicklung gesteckt. Den ersten Delivery lieferte VW in Brasilien aus. Ab 2018 kam der Delivery auch in anderen südamerikanischen Ländern auf den Markt. Die Motoren erfüllen je nach Markt die Emissionsstandards Euro III bzw. Euro V. 
Auf der IAA Nutzfahrzeuge 2018 in Hannover präsentierte VW zusätzlich den e-Delivery, den ersten elektrischen Lkw unter dem Namen Volkswagen. Ein komplett neu entwickelter Antriebsstrang und ein neuer Batteriesatz sorgen für den Vortrieb beim e-Delivery. Entwickelt wurden die Teile von Volkswagen Caminhões e Ônibus. Außerdem konzipierten die Entwickler eine modulare Konfiguration, die die Kundenwünsche abdecken soll. Damit lässt sich der e-Delivery flexibel an verschiedene Märkte anpassen. Der e-Delivery soll 2020 in die Serienproduktion gehen.